# Malmea depressa
Malmea depressa là loài thực vật có hoa thuộc họ Na. Loài này được (Baill.) R.E. Fr. mô tả khoa học đầu tiên năm 1930.